# 荒井八郎
荒井 八郎（あらい はちろう、1888年（明治21年）5月10日 – 1950年（昭和25年）1月11日）は、大正から昭和前期の実業家、政治家。参議院議員（1期）。

## 経歴
埼玉県北埼玉郡佐間村（忍町を経て現行田市）で、荒井久之助の二男として生まれる。1907年（明治40年）関直彦の私塾を卒業。東京で足袋見習修行を行い、1917年（大正6年）独立して忍町で足袋製造業を始め、その後、業界屈指の規模に成長した。行田足袋被服工業組合理事長、全日本足袋工業組合連合会理事、日本足袋共同販売取締役、日本足袋製造統制取締役、日本足袋統制 (株) 理事、忍町被服製造取締役会長、行田足袋元売販売社長、行田足袋工業会理事長、日本足袋配給 (株) 理事、全国足袋卸商業協同組合理事長、忍商工会議所会頭、忍町農業会長などを務めた。戦時下の統制時代に軍部と交渉して足袋産業の存続に貢献した。
政界では、戦前に忍町会議員、埼玉県会議員を務めた。1947年（昭和22年）4月の第1回参議院議員通常選挙に全国区から日本自由党公認で立候補して当選し、参議院議員に1期在任した。議員在職中の1950年1月11日、病のため死去した。61歳没。哀悼演説は同月26日、参議院本会議で玉置吉之丞により行われた。
また、刀剣愛好家で、埼玉県刀剣保存協議会を設立して初代会長に就任し、埼玉県刀剣登録審査員、同文化財専門調査員なども務めた。

## 親族
- 長男 2代荒井八郎（八郎を襲名し、社業を継承）[1]

## 脚註
1. 1 2 3 4 5 6 7 8 9 10  『埼玉人物事典』46頁。
2. 1 2 3 4 5 6 7  『議会制度百年史 - 貴族院・参議院議員名鑑』388頁。
3. 1 2 3  『参議院追悼演説集』45-47頁。
4. 1 2 3  『人事興信録 第14版 上』ア123頁。
5. ↑  『国政選挙総覧 1947-2016』538頁。
6. ↑  第7回国会 参議院 本会議 第11号 昭和25年1月26日 | テキスト表示 | 国会会議録検索システム